# Černigovka
Černigovka (in russo Черниговка?) è un villaggio dell'Estremo Oriente russo (Territorio del Litorale). È il centro amministrativo del distretto Černigovskij.
Si trova a sud del lago Chanka, 199 km a nord di Vladivostok e a 37 km da Spassk-Dal'nij.